# 古尾谷知浩
古尾谷 知浩（ふるおや ともひろ、1967年-　）は、日本史学者、名古屋大学教授。
東京都生まれ。1990年東京大学文学部国史学科卒業。95年同大学院人文科学研究科博士課程単位取得退学。97年「律令制下における天皇の家産制的機構の研究」で文学博士。1995年奈良国立文化財研究所文部技官、1999年名古屋大学文学部助教授、2007年文学研究科准教授、2012年教授。 

## 著書
- 『律令国家と天皇家産機構』塙書房 2006
- 『文献史料・物質資料と古代史研究』塙書房 2010
- 『漆紙文書と漆工房』名古屋大学出版会 2014
- 『日本古代の手工業生産と建築生産』塙書房 2020

## 論文
- Cinii

## 注
1. ↑  研究者情報